# Alexandre de Serpa Pinto

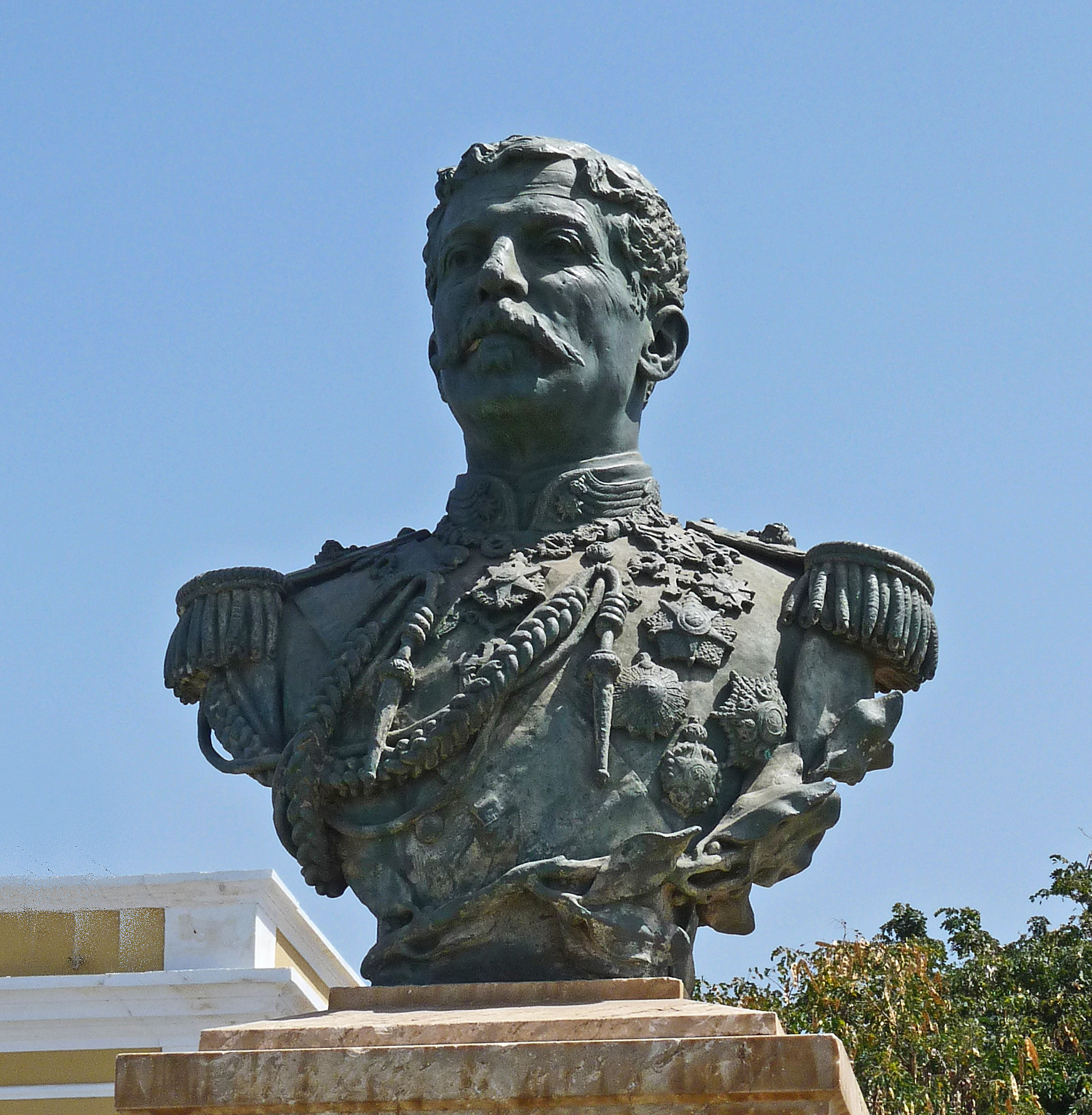
Buste de Serpa Pinto à São Filipe (Cap-Vert)

Alexandre Alberto da Rocha de Serpa Pinto, né le 20 avril 1846 dans le district de Viseu au nord du Portugal et mort le 28 décembre 1900 à Lisbonne, est un militaire, un explorateur et un administrateur colonial portugais.

## Biographie
Il a mené des expéditions difficiles en Afrique centrale et australe, entre Angola et Mozambique, et a contribué à cartographier l'intérieur du continent. Il atteint l'océan Indien en 1869, en explorant le fleuve Zambèze. 
En 1879, il mène une expédition partie de Benguela en Angola, jusqu'au bassin du Congo et au Zambèze et revient à Durban après avoir parcouru 4 000 kilomètres durant lesquels il a corrigé quelques erreurs cartographiques de David Livingstone.
De 1894 à 1897, il est gouverneur général de la colonie du Cap-Vert.

## Hommages
Au Portugal, notamment à Lisbonne et à Porto, des rues portent son nom. À Cinfães (district de Viseu) un musée lui est consacré.
À São Filipe, sur l'île de Fogo, un monument est érigé à sa mémoire sur la place qui porte son nom.

## Écrits
- Comment j'ai traversé l'Afrique : depuis l'Atlantique jusqu'à l'Océan indien à travers des régions inconnues (ouvrage traduit d'après l'édition anglaise collationnée sur le texte portugais avec l'autorisation de l'auteur par J. Belin de Launay), Hachette, Paris,  1881, 2 vol., vol. I : La carabine du roi ; vol. II : La famille Coillard, 456 p. et 468 p. (texte intégral sur Gallica :  et )